# L'arca parte alle otto
L'arca parte alle otto (An der Arche um acht) è un romanzo di Ulrich Hub e Jörg Mühle, del 2005 e pubblicato in Italia da Rizzoli.

## Trama
I protagonisti della storia sono tre pinguini. Quando il più piccolo dei tre sta per schiacciare una farfalla, gli altri due glielo impediscono, spiegandogli dell'esistenza di Dio e dei dieci comandamenti, tra cui quello di non uccidere. Il piccolo pinguino si ribella dicendo che Dio non esiste e che lui quella farfalla l'avrebbe schiacciata ugualmente.
I tre pinguini si separano, e successivamente una colomba offre un posto ai due pinguini sull'Arca di Noè: essi allora decidono di cercare l'altro per salvarlo, riuscendoci.

## Edizioni
- Ulrich Hub, L'arca parte alle otto, collana Narrativa ragazzi, Rizzoli, 2010,  pp.96, ISBN 978-88-17-04407-3.